# Teroual
Teroual är en ort i Marocko.   Den ligger i provinsen Ouezzane och regionen Tanger-Tétouan-Al Hoceïma, 160 km nordost om huvudstaden Rabat.